# Banghó
Banghó es una marca argentina, propiedad de PC-Arts Argentina, dedicada a la fabricación y comercialización de dispositivos de informática y electrónica. La empresa posee una planta de manufactura de 2.600 m² ubicada en el barrio de Parque Patricios, otra de 14.000 m² en el partido de Vicente López y la planta industrial Alberdi en Córdoba.

## Historia
En el año 2005, Pablo Suaya funda la empresa Banghó con el objetivo de producir equipos de electrónica que pudieran competir en el mercado con la calidad de marcas multinacionales. Al año siguiente, comienzan con la producción de equipos en Barracas. En 2009, se inaugura una fábrica de notebooks en Córdoba, en respuesta a la alta demanda de equipos que existía en el interior del país.
En 2010, tras la expansión de la marca y con más de 500 empleados, la empresa realiza una fuerte inversión en sus plantas y en la línea de producción, incorporando entre otros, dos líneas SMT y dos de testeo, un laboratorio completo de SMT. Al año siguiente, se abre un predio industrial en el partido de Vicente Lopez y una planta en el barrio de Parque Patricios. Al mismo tiempo, estrecharon relaciones con Intel y Microsoft para lanzar notebooks de alta gama.